# Giovannina Franchi
Pour les articles homonymes, voir Franchi.
Giovannina Franchi, née à Côme le 24 juin 1807 et morte dans cette même ville le 23 février 1872, est une religieuse italienne. Elle est la fondatrice des Sœurs hospitalières de Notre-Dame des  Douleurs, destinées à soigner les indigents et à venir en aide aux plus nécessiteux. Victime de sa charité, mère Franchi meurt après avoir contracté le choléra auprès d'un malade dont elle s'occupait. Elle est vénérée comme bienheureuse par l'Église catholique, et elle est commémorée le 23 février selon le Martyrologe romain.

## Biographie
Giovannina Franchi est née le 24 juin 1807 à Côme, en Italie. Elle est la seconde des 7 enfants d'une famille noble et influente. Son père Giuseppe Franchi, est un magistrat réputé du tribunal de la cité. Après sa scolarité chez les Sœurs de la Visitation, Giovannina, âgée de 18 ans, se consacre aux œuvres de charité et à l'enseignement du catéchisme. À l'âge de 33 ans, elle perd son fiancé, et décide alors de se consacrer à Dieu.
Dès lors, Giovannina intensifie ses activités au service des pauvres, des prisonniers et des malades. Elle y est encouragée par son directeur spirituel, et loge même les indigents à son domicile. De nombreuses femmes se joignent à elle et c'est ainsi que la congrégation des Sœurs hospitalières de Notre-Dame des Douleurs voit le jour. Le 21 novembre 1858, Giovannina et ses compagnes font leur profession religieuse. Elle devient la supérieure de sa fondation et sa congrégation se répand un peu partout en Europe.
En 1871, une épidémie de choléra sévit à Côme. Mère Giovannina se rend au chevet des malades ; c'est au cours de l'une de ses visites qu'elle contracte la maladie et meurt quelques semaines plus tard, le 23 février 1872. Ayant consacré sa vie entière aux plus nécessiteux, elle meurt victime de sa charité. Ses funérailles sont célébrées sans le concours de la population, du fait de l'épidémie.

## Vénération
Le 20 décembre 2012, le pape Benoît XVI reconnaît les vertus héroïques de Giovannina Franchi, la déclarant ainsi vénérable.
Le 9 décembre 2013, le pape François signe le décret de reconnaissance d'un miracle obtenu par l'intercession de Mère Giovannina. Cela permet sa béatification le 20 septembre 2014 à Côme par le cardinal Angelo Amato.
Sa mémoire liturgique est le 23 février.